# Love Story (canção de Taylor Swift)
"Love Story" é uma canção da cantora e compositora estadunidense Taylor Swift, lançada em 12 de setembro de 2008, pela Big Machine Records, como o primeiro single de seu segundo álbum de estúdio Fearless (2008). A canção foi escrita por Swift e produzida por Nathan Chapman. A canção foi lançada em 12 de setembro de 2008 pela gravadora Big Machine Records. A canção descreve o interesse amoroso de Swift que a família não aceitava, logo a trama Romeu e Julieta acabou servindo de inspiração para parte lírica da música. Porém, o final da canção demonstra uma situação diferente da tragédia Romeu e Julieta, já que a parte final da canção apresenta um final feliz.
A canção recebeu críticas bastante favoráveis, além de ser um sucesso comercial, pois vendeu mais de 6,5 milhões de cópias no mundo inteiro, além de estar na lista de singles mais vendidos de todos os tempos. Nos Estados Unidos, a canção chegou ao #4 lugar no Billboard Hot 100 e vendeu mais de 5 milhões de downloads digitais, além de ser um dos singles mais vendidos nos Estados Unidos, e ter sido certificado como 8X Platina pelo RIAA e 3X Platina na Austrália.

## Letra e inspiração
Love Story foi uma das últimas canções a serem compostas para o álbum Fearless, a canção Love Story é sobre um cara que nunca foi oficialmente seu namorado, pois quando Swift apresentou seu namorado a sua família e amigos e eles acabaram não gostando dele. "A situação dele era um pouco complicado, mas eu não me importei", disse Swift.
Swift teve essa ideia para a canção quando refletia sobre o tema da canção:“Eu pensei, ‘isto é difícil mas é real, é importante – não é simples ou fácil, mas é real”. Todas as partes da música, narra a história de Swift com esse tal namorado, exceto o fim que ouve um final feliz, já que na vida real seu relacionamento acabou. Swift levou seus personagens favoritos e conceituou o final deles na música como ela acreditava que eles mereciam. Swift também disse que a música "É sobre um amor que você tem que esconder, porque por qualquer razão alguém poderia passar por cima, então usei Romeu e Julieta, como nossos pais estão lutando, se relacionar com ele como um amor que você realmente não pode continuar – um amor que a sociedade não aceitaria ou sua família e amigos".

## Gravação e composição

### Gravação

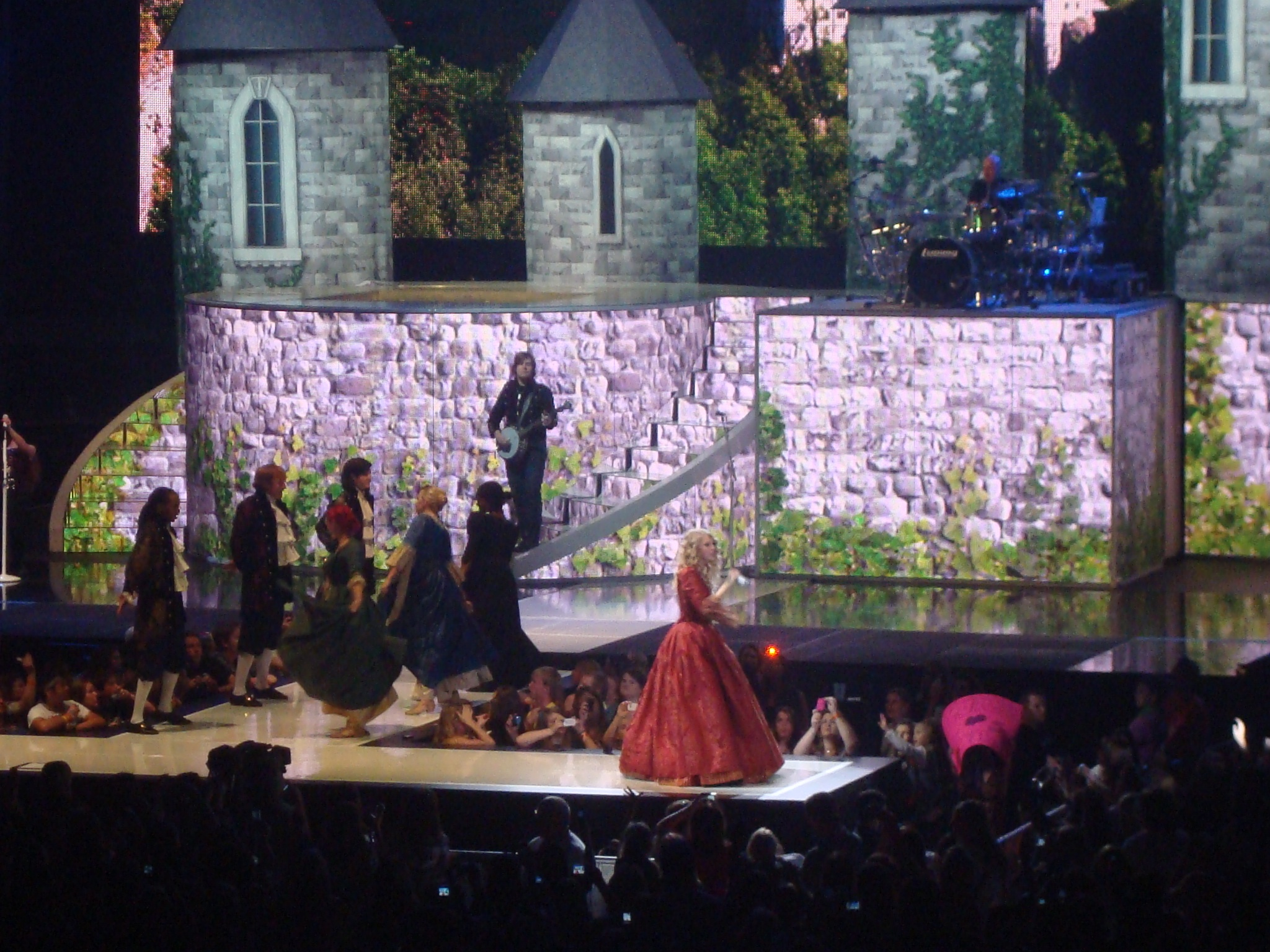
Taylor Swift em sua performance de Love Story na Fearless Tour.

Love Story foi gravado em março de 2008 na Backbird Studios, em Nashville, junto com o produtor Nathan Chapman e várias outras pessoas. Chapman já havia trabalhado com Swift outras vezes. Ele produziu todas as canções do álbum Fearless e também algumas canções do primeiro álbum de Taylor Swift de nome homônimo.

### Composição
Love Story é uma canção de Pop Country de 3 minutos e 57 segundos. A canção é definida por um tempo comum e um ritmo moderado de 120 batidas por minuto. A canção tem uma chave de D maior e os vocais de Swift estão em uma oitava. Swift canta “Love Story” suave e docemente com sotaque leve que define a música country. A letra de "Love Story" é em primeira pessoa e Swift refere a sua paixão à Romeu e Julieta sendo que refere-se a si mesma a personagem Julieta Capuleto.
Fraser McAlpine da BBC descreveu a canção como uma narrativa, onde Swift é a própria narradora. O enredo da canção se baseia em um romance juvenil não aprovado pelos pais, onde no final, o amor prevalece e encontram o seu “felizes para sempre”. O primeiro verso da canção apresenta o encontro dos personagens em um baile. No segundo verso, mostra os personagens se encontrando escondido. Esses versos da canção são baseadas no livro The Scarlet Letter lançado em 1850 por Nathaniel Hawthorne.
Nos refrões da canção tem Swift à espera de seu amor como nos trechos da canção: "Romeu me leve a algum lugar onde possamos ficar sozinhos/Eu estarei esperando, tudo que faremos é correr". O último refrão da canção tem Swift narrando a perspectiva de Romeu sobre o romance e o casamento como nos trechos: “Case-se comigo Julieta, você nunca terá de ficar sozinha/Querida, apenas diga sim”. A música também foi usada na trilha sonora do filme Letters to Juliet para enfatizar a história do filme.

## Recepção da crítica

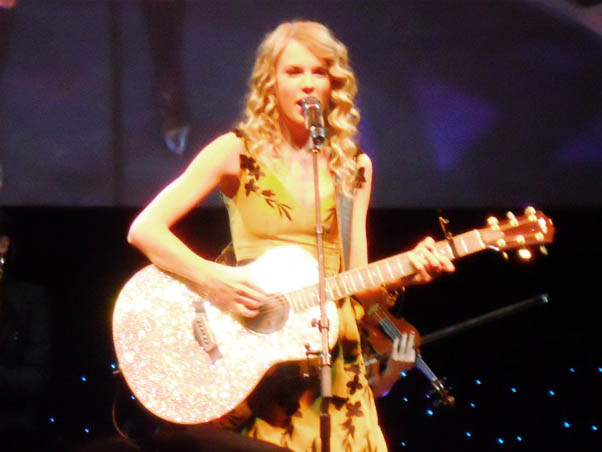
Swift cantando "Love Story" em um evento da Sony Music em 2010.

A canção ganhou em geral críticas bastante favoráveis. Kate Kiefer da revista Paste disse que a canção é a melhor de Swift e que sua letra é ótima e que é impossível não cantar junto. Sean Dooley do About.com disse que a música é "a transição de Swift de estrela para Superstar". Dooley atribuiu o sucesso comercial da canção devido aos termos líricos, e resumiu que Swift estaria dizendo com a canção: “Eu desejo que esse rapaz realmente saiba como eu me sentia a respeito dele”. Dooley também fez uma revisão no álbum Fearless e selecionou Love Story como uma das melhores faixas do álbum.
Jonatham Keefe da revista Slant admirou como Swift colocou na canção elementos sofisticados, como Romeu e Julieta. James Reed, do Boston Globe teve uma ideia contrária e disse que o charme da canção é por causa do talento lírico de Swift. Chris Neal do Country Weekly disse que Love Story é "um hit exuberante de primeiro lugar". Alex Macpherson do The Guardian descreveu a canção como uma "corrida alegre" que segundo ele, foi replicado mais tarde pela própria Swift em seu single "Mine".

### Indicações e prêmios
"Love Story" recebeu uma indicação no 35th People's Choice Awards, na categoria de "Canção de Country favorita" porém perdeu para "Last Name" da Carrie Underwood. A canção também recebeu uma indicação no Nickelodeon Kids Australian 'Choice Awards 2009 na indicação de "Canção Favorita", mas perdeu para "I Gotta Feeling" do The Black Eyed Peas e recebeu o mesmo resultado no Teen Choice Awards 2009, quando perdeu a nomeação "Choice Music: Canção de Amor" para Crush do David Archuleta. Em 2009, "Love Story" foi declarado como "Canção Country do Ano" pela Broadcast Music Incorporated.

## Desempenho comercial
Na semana de 27 de setembro de 2008, "Love Story" estreou no número #16 do Billboard Hot 100, vendendo mais de 97.000 downloads digitais. Na semana seguinte, "Love Story" subiu para o número #5 vendendo 159.000 cópias. A canção ficou por duas semanas na #10 posição, porém na semana de 18 de outubro de 2008, a canção desceu para a #13 posição e permaneceu no top vinte do Hot 100 por 11 semanas consecutivas, voltando ao top dez, na #7 posição, na semana de 3 de janeiro de 2009. Na semana de 17 de janeiro de 2009, a canção atingiu o seu pico na quarta posição, tornando-se o maior sucesso de Swift naquela época. Hoje, "You Belong with Me" e "Mine" atingiram a 2° e a 3° posição respectivamente, sendo os maiores sucessos de Swift até o momento. Em 2012, We Are Never Ever Getting Back Together ultrapassou essa marca, se tornando o primeiro single de Swift a atingir o número 1. Nas semanas seguintes, "Love Story" continuou com um alto número de vendas, ficando 14 semanas no top 10 do Hot 100 e 49 semanas no total.
Love Story chegou a primeira posição no Billboard Country Songs e no Mainstream Top 40 – Pop Songs (Nesse último, a canção conseguiu o pico mais alto para uma música country desde Shania Twain com "You're Still the One" que chegou a #3 posição) e também o primeiro no Adult Contemporary.
O single recebeu certificado de 8X Platina pela RIAA. Em agosto de 2012, havia vendido 5.375.000 cópias somente nos Estados Unidos. Na época era o single mais vendido de todos os tempos (mas hoje é o segundo) e o nono single mais vendido através de download digital. No Canadá, "Love Story" entrou no Hot 100 canadense na #88 posição na semana de 18 de outubro de 2008, e chegou a #4 posição na semana de 29 de novembro de 2008. O single recebeu a certificação de duplo platino por mais de 160.000 downloads digitais.

## Videoclipe

O enredo do videoclipe é baseado no romance "Romeu e Julieta"

O videoclipe da música "Love Story" foi dirigido por Trey Fanjoy, que já havia dirigido outros videoclipes de Swift. Justin Gaston foi escolhido para fazer o par romântico de Swift, após participar da sexta temporada do Nashville Star, quando Swift conheceu Justin e concluiu que ele era adequado para o videoclipe.

### Recepção
O vídeo estreou em 12 de setembro de 2008 no canal voltado à música country CMT. Mandi Bierly do Entertainment Weekly disse que ficou preocupada com o conceito do videoclipe, pois a fez acreditar que algo em Swift tinha mudado. Ela acrescentou: "A preocupação que eu tenho é que Swift mudou muito de seu primeiro videoclipe Tim McGraw (2006) para Love Story". O vídeo recebeu uma indicação no 45th Academy of Country Music Awards, na categoria "Vídeo do ano", mas perdeu para Waitin' on a Woman do Brad Paisley. O vídeo ganhou dois prêmios no CMT Music Awards 2009, na categoria de "Vídeo do ano" e "Melhor videoclipe feminino". Também ganhou o prêmio de "Videoclipe do ano" pelo Country Music Association Award. Além de vencer a categoria "Videoclipe internacional favorito" na premiação filipina Philippine Myx Music Awards 2010.

### Prêmios recebidos pelo videoclipe
| Premiação                            | Categoria                         | Resultado |
| ------------------------------------ | --------------------------------- | --------- |
| 45th Academy of Country Music Awards | Vídeo do ano                      | Indicado  |
| CMT Music Awards 2009                | Vídeo do ano                      | Venceu    |
| CMT Music Awards 2009                | Melhor videoclipe feminino        | Venceu    |
| Philippine Myx Music Awards 2010     | Videoclipe internacional favorito | Venceu    |

## Lista de faixas
| Download digital/Promo CD Single |                              |         |  |
| N.º                              | Título                       | Duração |  |
| 1.                               | "Love Story (Album Version)" | 3:57    |  |

| Pop Mix Digital Download |                           |         |  |
| N.º                      | Título                    | Duração |  |
| 1.                       | "Love Story (US Pop Mix)" | 3:53    |  |

| US CD Single |                              |         |  |
| N.º          | Título                       | Duração |  |
| 1.           | "Love Story (US Pop Mix)"    | 3:53    |  |
| 2.           | "Love Story (Album Version)" | 3:57    |  |

| AUS / EU CD Single |                                      |         |  |
| N.º                | Título                               | Duração |  |
| 1.                 | "Love Story (Album Version)"         | 3:57    |  |
| 2.                 | "Love Story (Digital Dog Radio Mix)" | 3:11    |  |

| UK CD Single |                                      |         |  |
| N.º          | Título                               | Duração |  |
| 1.           | "Love Story (Album Version)"         | 3:57    |  |
| 2.           | "Beautiful Eyes"                     | 2:56    |  |
| 3.           | "Love Story (Digital Dog Radio Mix)" | 3:11    |  |

| GER CD Single |                                      |         |  |
| N.º           | Título                               | Duração |  |
| 1.            | "Love Story (Album Version)"         | 3:57    |  |
| 2.            | "Beautiful Eyes"                     | 2:56    |  |
| 3.            | "Love Story (Digital Dog Radio Mix)" | 3:11    |  |
| 4.            | "Love Story (Videoclipe)"            | 3:54    |  |

| The Remixes Maxi-CD Single |                                      |         |  |
| N.º                        | Título                               | Duração |  |
| 1.                         | "Love Story (Digital Dog Remix)"     | 5:59    |  |
| 2.                         | "Love Story (Digital Dog Radio Mix)" | 3:11    |  |
| 3.                         | "Love Story (Digital Dog Dub)"       | 5:38    |  |
| 4.                         | "Love Story (J Stax Club Mix)"       | 5:29    |  |
| 5.                         | "Love Story (J Stax Radio Mix)"      | 3:42    |  |
| 6.                         | "Love Story (Album Version)"         | 3:57    |  |

## Paradas musicais
| Território - Tabela (2008–09)                                 | Melhor posição |
| ------------------------------------------------------------- | -------------- |
| Austrália - Australian Recording Industry Association         | 1              |
| Alemanha - Media Control Charts                               | 22             |
| Bélgica (Flandres) - Ultratip 50                              | 4              |
| Bélgica (Valônia) - Ultratop 40                               | 39             |
| Canadá - Canadian Hot 100                                     | 4              |
| Dinamarca - Hitlisten                                         | 16             |
| Estados Unidos - Adult Contemporary                           | 1              |
| Estados Unidos - Adult Pop Songs                              | 3              |
| Estados Unidos - Billboard Hot 100                            | 4              |
| Estados Unidos - Hot Country Songs                            | 1              |
| Estados Unidos - Hot Digital Songs                            | 3              |
| Estados Unidos - Latin Pop Songs                              | 35             |
| Estados Unidos - Pop Songs                                    | 1              |
| Espanha - PROMUSICAE                                          | 47             |
| França - SNEP                                                 | 14             |
| Hungria - MAHASZ                                              | 6              |
| Irlanda - Irish Recorded Music Association                    | 3              |
| Japão - Japan Hot 100                                         | 3              |
| Noruega - VG-lista                                            | 7              |
| Nova Zelândia - Recording Industry Association of New Zealand | 3              |
| Países Baixos - Dutch Top 40                                  | 13             |
| Reino Unido - The Official Charts Company                     | 2              |
| Suécia - Sverigetopplistan                                    | 10             |
| Suíça - Schweizer Hitparade                                   | 50             |
| União Europeia - European Hot 100                             | 3              |
| Áustria - Ö3 Austria Top 40                                   | 30             |

| Território - Empresa                                       | Certificação |
| ---------------------------------------------------------- | ------------ |
| Austrália - Australian Recording Industry Association      | 3× Platina   |
| Canadá - Music Canada                                      | 2× Platina   |
| Estados Unidos - Recording Industry Association of America | 8× Platina   |
| Reino Unido - British Phonographic Industry                | Ouro         |

## Love Story (Taylor's Version)
"Love Story (Taylor's Version)" é a versão regravada de "Love Story", lançada por Swift em 12 de fevereiro de 2021, através da Republic Records, como o primeiro single de Fearless (Taylor's Version), a reedição feita pela cantora de seu álbum de estúdio de 2008. Um  lyric video oficial da regravação foi lançado no YouTube. "Love Story (Taylor's Version)" foi recebida com críticas positivas dos críticos, que elogiaram sua instrumentação e vocais aprimorados, mas mantendo-se fiel à gravação original.

### Antecedentes e lançamento
Swift revelou sua decisão de regravar seus primeiros seis álbuns de estúdio em agosto de 2019, depois que suas gravações master foram vendidas para o empresário norte-americano Scooter Braun, quando ele comprou sua antiga gravadora Big Machine Records. "Love Story (Taylor's Version)" foi a primeira faixa remasterizada que Swift divulgou ao público; ela foi usada como jingle em um anúncio do site Match.com, pelo ator Ryan Reynolds, em dezembro de 2020. Em 11 de fevereiro de 2021, via o programa de televisão Good Morning America e suas mídias sociais, Swift anunciou as regravações de Fearless, intitulado Fearless (Taylor's Version), com lançamento previsto para 9 de abril de 2021. "Love Story (Taylor's Version)" serve como um single da reedição, e foi lançado em 12 de fevereiro de 2021. A instrumentação da versão regravada foi fornecida por muitos dos mesmos músicos que gravaram a versão de 2008.
Um lyric video de "Love Story (Taylor's Version)" foi lançado no YouTube. Ele conta com fotos de Swift com seus fãs, que o jornal The Times of India apelidou como um movimento que substitui Romeu pelos fãs da cantora. A revista Rolling Stone compartilhou o mesmo ponto de vista, afirmando que o vídeo retrata "o amor entre artistas e fãs".

### Composição e recepção crítica
A versão regravada permanece fiel à versão de 2008, não se afastando da produção original, mas perdendo a nasalidade country de Swift. A canção foi regravada com maior precisão, e um contraste mais forte entre os instrumentais; os dedilhados de banjo, os pratos, a rabeca, e os violinos estão mais proeminentes na versão de 2021, com a bateria mais forte e as guitarras elétricas menos severas.
O crítico da Rolling Stone, Simon Vozick-Levinson, descreveu "Love Story (Taylor's Version)" como uma "atualização brilhantemente agridoce de um clássico", equipado com mais emoção, instrumentais aprimorados, e técnica vocal. A escritora do Pitchfork, Vrinda Jagota, elogiou Swift por seu compromisso em revisitar seu trabalho adolescente sem constrangimento, e rotulou-o de "uma demonstração de propriedade e agência de uma mulher adulta". Mikael Wood, do Los Angeles Times, opinou que "Love Story" continua sendo um clássico, notando como a versão regravada é "virtualmente indistinguível" de sua contraparte de 2008. Ao descrever essa semelhança como uma "decepção", já que Swift alcançou maturidade artística com seus álbuns de 2020, Folklore e Evermore, Wood reconheceu que os direitos de "Love Story" poderiam pertencer completamente à cantora, ao fazê-lo.
Hannah Mylrea, escrevendo para o NME, chamou a canção de uma "explosão encantadora de nostalgia", com uma produção aprimorada, onde Swift consegue preservar o "brilho e calor" que fizeram de "Love Story" um sucesso. Mylrea acrescentou que Swift usou seus novos e poderosos vocais para canalizar seu eu mais jovem na versão de 2021, enquanto a versão de 2008 tinha um tom mais "sério". Em sua crítica para a BBC, Mark Savage escreveu que as duas versões eram pouco diferentes, elogiando a qualidade "mais nítida" de "Love Story (Taylor's Version)", que permite aos ouvintes captar detalhes instrumentais que foram perdidos na versão de 2008. Ele destacou que os vocais e enunciação amadurecidos de Swift adicionam profundidade e calor à canção, enquanto ainda capturam a "inocência romântica" de uma adolescente.

### Desempenho comercial
Nos Estados Unidos, "Love Story (Taylor's Version)" vendeu 10.000 downloads digitais em seu primeiro dia de lançamento. Embora não tenha sido promovida nas rádios, a versão foi tocada 144 vezes em 89 estações de rádio, o que significa um alcande de 777.000 ouvintes.

### Créditos
Créditos adaptados do serviço Tidal.
- Taylor Swift – vocais principais, composição, produção
- Christopher Rowe – produção, engenharia de gravação
- David Payne – engenharia de gravação
- John Hanes – engenharia de áudio
- Randy Merrill – masterização
- Serban Ghenea – mixagem
- Sam Holland – engenharia de vocais
- Sean Badum – assistente de engenharia de gravação
- Mike Meadows – vocais de apoio, violão, banjo, bandolin
- Paul Sidoti – vocais de apoio, guitarra
- Caitlin Evanson – vocais de apoio
- Amos Heller – baixo
- Matt Billingslea – bateria
- Max Bernstein – guitarra
- Jonathan Yudkin – rabeca

### Histórico de lançamento
| Região | Data                    | Formato(s)                 | Gravadora | Ref.   |
| ------ | ----------------------- | -------------------------- | --------- | ------ |
| Mundo  | 12 de fevereiro de 2021 | Streaming download digital | Republic  | [ 80 ] |